# Taxidermia (película de 2006)
Taxidermia es una película surrealista, de terror y comedia dramática de 2006, dirigida por György Pálfi. Es una coproducción internacional entre Hungría, Austria y Francia. La película es una metáfora sociopolítica de la historia de Hungría desde la Segunda Guerra Mundial hasta la actualidad. Es conocida por contener escenas de comedia oscura y horror corporal. La película nos muestra por medio de tres generaciones de una familia húngara, los distintos cambios sociopolíticos de Hungría, comenzando con un teniente militar durante la Segunda Guerra Mundial, pasando a un aspirante de glotonería durante la guerra fría y terminando como un taxidermista en la época contemporánea.

## Argumento
En un remoto puesto militar húngaro, el soldado Morosgoványi Vendel vive una miserable existencia de servidumbre bajo el mando de su lugarteniente, Öreg Balatony Kálmán. Morosgoványi es condenado a realizar tareas domésticas para el oficial y su familia mientras duerme en una choza sin calefacción junto a las letrinas. Debido a esto, frecuentemente suele escapar a la fantasía. Tan realistas son estas fantasías que, en un caso "ambiguo", duerme con la esposa del teniente y la deja embarazada y "se despierta" para encontrarse involucrado en un acto de sodomía con los restos de un cerdo sacrificado. Al ver esto, el teniente ejecuta de inmediato a Morosgoványi y cría al hijo, Balatony Kálmán, como propio. Décadas más tarde, Kálmán se ha convertido en un campeón húngaro de glotonería. Entrenado e influenciado por el estricto Jenő, la vida de Kálmán gira en torno al entrenamiento para el eventual día en que el COI reconozca la glotonería como un deporte legítimo. Después de un ataque de trismo en un evento soviético y de que su amigo se fugase con su prometida, la campeona de glotonería Aczél Gizi, Kálmán reanuda su riguroso entrenamiento, incluso cuando Gizi da a luz a su hijo, Balatony Lajoska.
Algunos años más tarde, Lajoska se ha convertido en un taxidermista profesional y dedicado. En contraste con el tamaño de sus padres, Lajoska es pálido y empobrecido, con un cuerpo delgado y anémico. Cuando no trabaja en su tienda de taxidermia, fracasa constantemente en sus intentos de llevar una vida normal, Lajoska compra víveres para su padre Kálmán, quien se ha vuelto tan monstruosamente obeso que no puede dejar la silla en su claustrofóbico apartamento. Kálmán, que alimenta con mantequilla a sus gatos enjaulados, maltrata verbalmente a su hijo, Lajoska cansado de estos maltratos, abandona a su padre en su propia prisión. Al regresar más tarde, descubre que los gatos se han escapado de sus jaulas y deseando carne han destripado a su padre.
Lajoska diseca a su padre y a los gatos. Sin motivos para vivir, Lajoska se encierra en un arnés quirúrgico hecho en casa y mediante el uso de sedantes, analgésicos y una máquina de circulación extracorpórea, comienza a extraer sus propios órganos internos. Bombeando su cuerpo lleno de conservantes y cosiéndose a sí mismo, activa la máquina que lo decapita, dejando atrás una estatua preservada. Su cuerpo se muestra en una exhibición junto a los gatos y su padre.

## Reparto
- Csaba Czene … Morosgoványi Vendel
- Gergely Trócsányi … Balatony Kálmán
- Piroska Molnár …  Hadnagyné
- Adél Stanczel …  Aczél Gizi
- Marc Bischoff …  Balatony Lajoska
- István Gyuricza … Hadnagy
- Gábor Máté … Öreg Balatony Kálmán
- Zoltán Koppány … Miszlényi Béla
- Erwin Leder … Krisztián
- Éva Kuli … Leóna
- Lajos Parti Nagy … Dédnagypapa
- Attila Lőrinczy … Pap
- Mihály Pálfi … Baba

## Música
La película presenta música compuesta por el artista electrónico Amon Tobin, lanzada en su compilación Boxset de 2012. También contiene música escrita por la banda Hollywoodoo durante los créditos finales. La canción se titula "Erdő" (traducida como "Forest") y es del álbum "Karmolok, harapok" lanzado en 2004, que traducido directamente del húngaro al inglés significa "I Scratch, I Bite". El video musical está dirigido por Pálfi y contiene muchas escenas de la película, incluidas copias de escenas que contienen varios miembros de la banda.

## Lanzamiento
Taxidermia se estrenó en el Festival de Cine de Hungría el 3 de febrero de 2006 antes de proyectarse en la sección Un Certain Regard del Festival de Cine de Cannes de 2006. Se estrenó en Francia a través de Memento Films el 23 de agosto de 2006, en Hungría el 9 de noviembre y en Austria a través de Pool Filmverlieh el 9 de febrero de 2007.
La película recibió un limitado estreno teatral, en los Estados Unidos el 14 de agosto de 2009. Fue estrenada en dos lugares por Regent Releasing y recaudó un total de $ 11,408.

## Crítica
En el sitio web Rotten Tomatoes, la película tiene una calificación de aprobación del 81% según 47 reseñas, con una calificación promedio de 6.68 / 10. El consenso crítico del sitio web indica: "Surrealista y visualmente impactante, Taxidermia es, a veces, gráfica y difícil de ver, pero toca de manera creativa temas perturbadores con imaginación e ingenio". En Metacritic, que asigna una calificación normalizada a las reseñas, la película tiene un puntaje promedio ponderado de 83 sobre 100, basado en 9 críticos, lo que indica "aclamación universal". Deloret Imnidian, del sitio web High on Films, escribe: "Taxidermia es una película deliciosa para quienes pueden digerirla". en su reseña de 4.5 estrellas de la película.